# Swoop (luchtvaartmaatschappij)
Swoop is een Canadese luchtvaartmaatschappij die eigendom is van WestJet. Het bedrijf werd in 2017 opgericht als ultralagekostenluchtvaartmaatschappij en de eerste vlucht vond plaats in 2018. Swoop biedt vluchten aan naar 32 bestemmingen verspreid over Canada, de Verenigde Staten, Mexico en de Caraïben.
Swoop zal op 28 oktober 2023 worden geïntegreerd in de werking van het moederbedrijf WestJet waarna de merknaam verdwijnt.

## Vloot
De vloot van Swoop was in augustus 2023 als volgt samengesteld.
- 10 Boeing 737-800
- 6 Boeing 737 MAX 8